# Nfifa
Nfifa  (in arabo نفيفة‎?) è un centro abitato e comune rurale del Marocco situato nella provincia di Chichaoua, regione di Marrakech-Safi. Conta una popolazione di 6 463 abitanti (censimento 2014).